# Język szampański

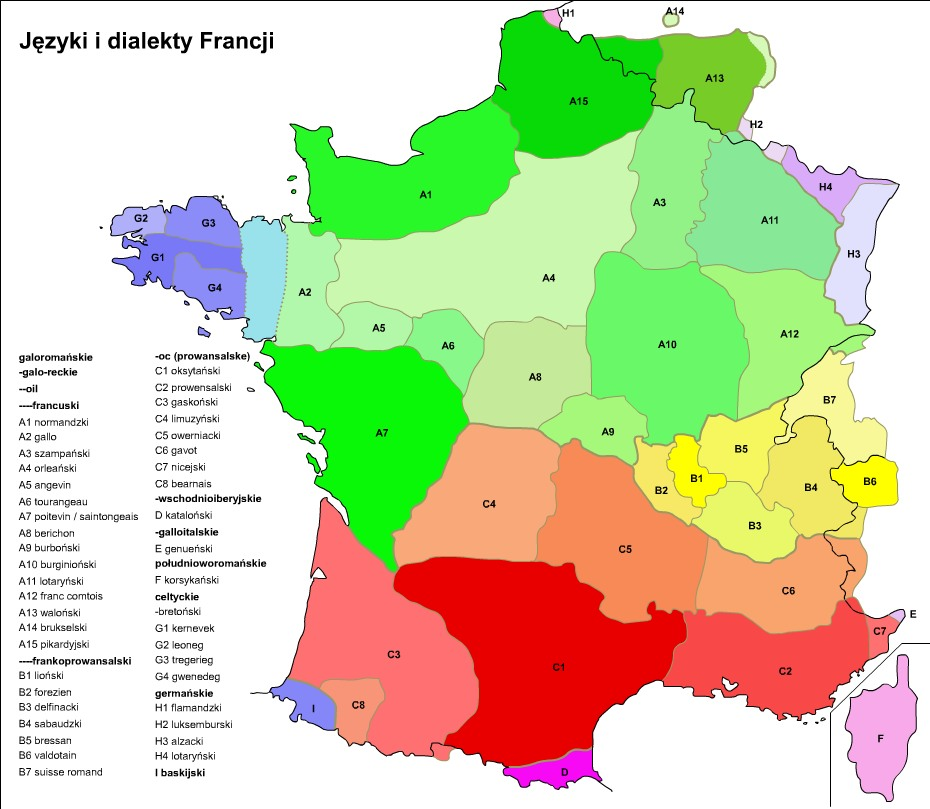
Języki i dialekty Francji

Język szampański (Champenois) – język romański z grupy langues d’oïl, posługują się nim mieszkańcy Szampanii – w północnej części Francji oraz w Belgii (Walonia). Dzieli się na dialekty, między innymi ardeński, bassignot+langrois, sennonais, briad, rémois i troyen. Często uznawany za dialekt języka francuskiego. Obecnie zanikający.